# Leśniczówka (budynek)

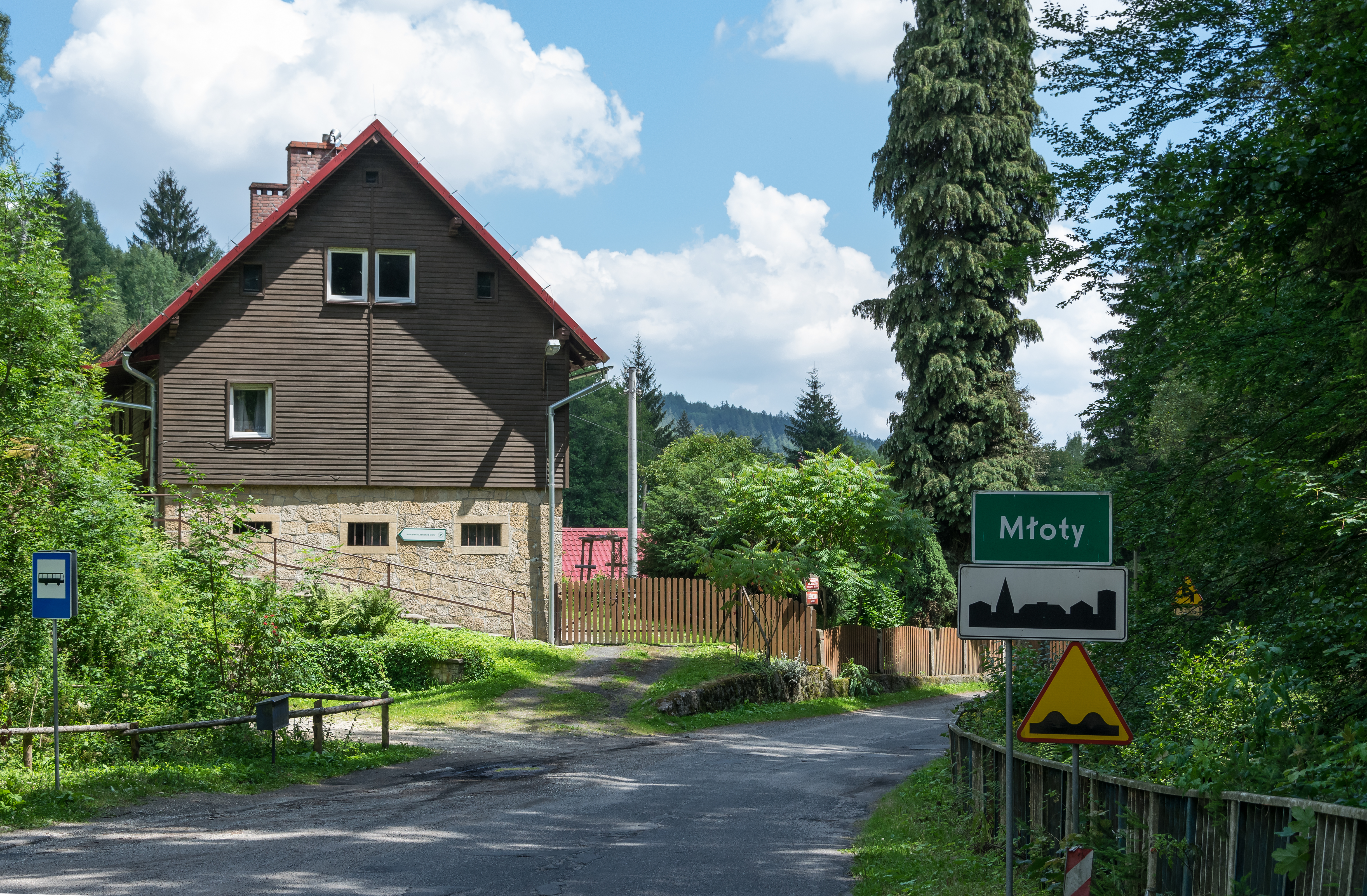
Leśniczówka w Młotach

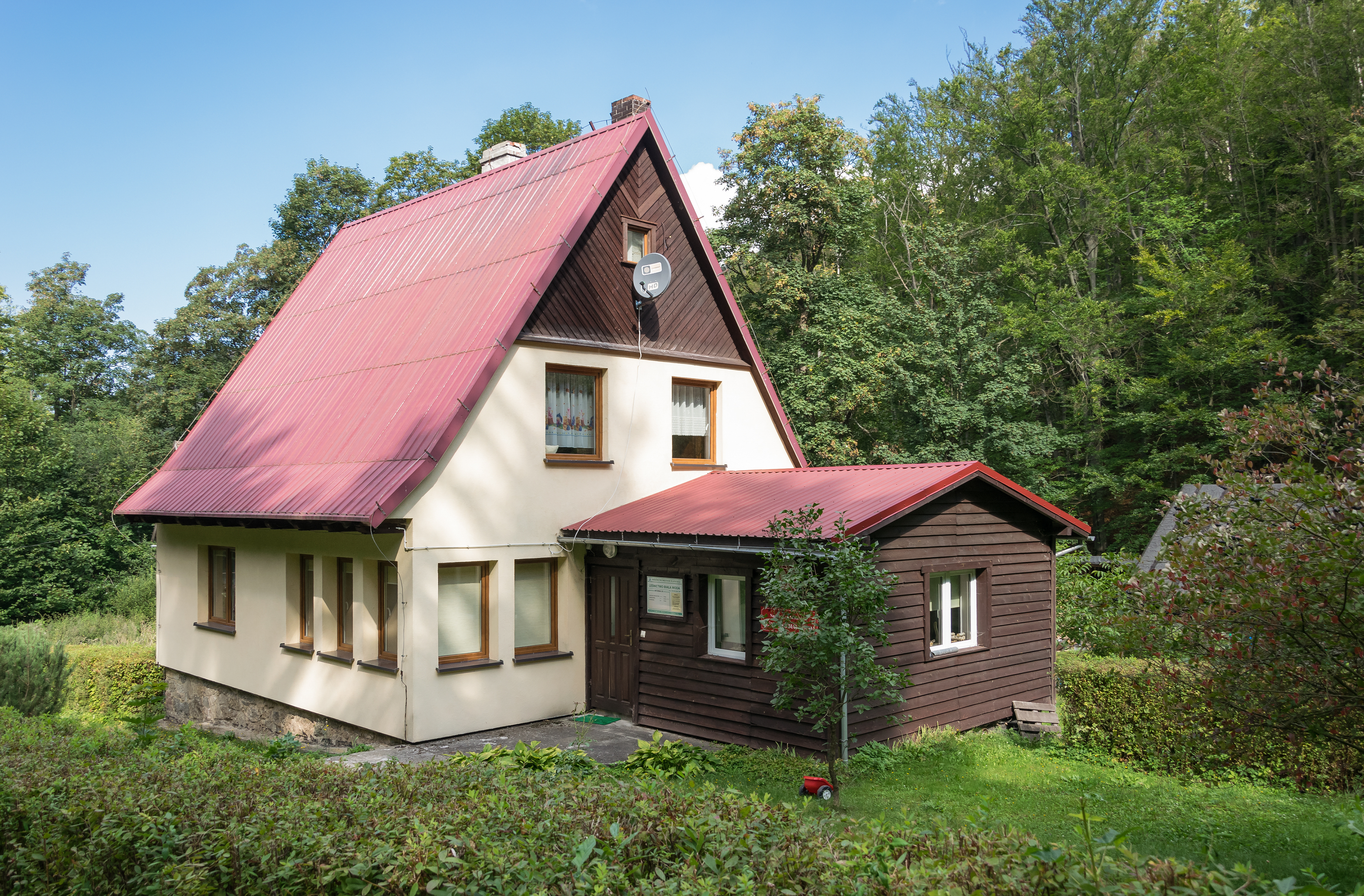
Leśniczówka w Szklarach

Leśniczówka – budynek służący za mieszkanie leśniczemu i będący jednocześnie siedzibą leśnictwa.
Leśniczówki, które nie pełnią już własnych funkcji, adaptowane bywają jako obiekty hotelowe lub restauracyjne, ze względu na swe położenie, najczęściej w głębi lasu. Niektóre z nich uzyskują status administracyjny śródleśnej osady.
Zgodnie ze schematem aplikacyjnym załączonym do nieobowiązującego już rozporządzenia z dnia 9 stycznia 2012 r. w sprawie ewidencji miejscowości, ulic i adresów, mogła być zaliczana do rodzaju miejscowości.